# Denis-Pierre Filippi
Pour les articles homonymes, voir Filippi.
Denis-Pierre Filippi, né en 1972, est un  scénariste de bande dessinée français.

## Publications
Séries
999 - À l'aube de rien du tout, éditions Glénat
1. Tome 1, avec Marco Bianchini (2017)
2. Tome 2, avec Emanuele DeAngelis (2017)

Colonisation, avec Vincenzo Cucca, éditions Glénat
1. Les Naufragés de l'espace (2018)
2. Perdition (2018)
3. L'Arbre matrice (2019)
4. Expiation (2020)
5. Sédition (2021)
6. Unité shadow (2022)
7. Répercussions (2023)
8. Prédiction (2024)
9. Affliction (2025)

Les Corsaires d'Alcibiade, avec Eric Liberge, éditions Dupuis
1. Élites secrètes (2004)
2. Le Rival (2006)
3. Le Français (2007)
4. Le Projet secret (2009)
5. Alètheia (2010)

Le Croquemitaine, avec Fabrice Lebeault, éditions Dupuis
1. Tome 1 (2004)[1]
2. Tome 2 (2006)

Un drôle d'ange gardien, avec Sandrine Revel, éditions Delcourt
1. Un drôle d'ange gardien (1999)
2. Un zoo à New-York (2000)
3. Diablo et Juliette (2000)
4. Des vacances d'enfer (2002)
5. Le Voleur d'étoiles (2003)
6. Le Démon chinois (2004)

Ethan Ringler, agent fédéral, avec Gilles Mezzomo, éditions Dupuis
1. Tecumska (2004)
2. Les Hommes-brume (2005)
3. Quand viennent les ombres (2007)
4. L'Homme qui est mort deux fois (2008)
5. Terres d'origine (2009)

Gargouilles, avec Étienne Jung pour le tome 1, puis avec Silvio Camboni, éditions Les Humanoïdes associés
1. Le Voyageur (2002)
2. La Clé du temps (2004)
3. Les Gardiens (2005)
4. Phidias (2006)
5. Le double maléfique (2008)
6. Le Livre des Mages (2009)
7. La dernière porte (2012)

John Lord, avec Patrik Laumond, éditions Les Humanoïdes associés
1. Bêtes Sauvages Opus 1 (2004)
2. Bêtes Sauvages Opus 2 (2006)
3. Bêtes Sauvages Opus 3 (2011)

Marshall, avec Jean-Florian Tello, puis Francisco Ruiz Velasco, éditions Les Humanoïdes associés
1. D'Ombres et de lumières (2002)[2]
2. Maître Hisaya (2003)
3. Litanie vespérale (2005)
4. Réminiscences (2007)

Les Mondes cachés, avec Silvio Camboni, éditions Vents d'Ouest
1. L'arbre-forêt (2015)
2. La Confrérie secrète (2016)
3. Le Maître des craies (2019)
4. La Vallée oubliée (2019)

Néfésis, avec Silvio Camboni, éditions Dupuis
1. Résurrections (2006)
2. Néménès, roi maudit d'Aboucinti (2007)

Nouveau Monde, avec Gilles Mezzomo, éditions Glénat
1. Emie (2010)
2. La Vallée perdue (2011)
3. Les Déserteurs (2012)

Orull, avec Tiburce Oger, éditions Delcourt
1. Rêves de nuages (2001)
2. Le Géant oublié (2001)
3. Elline (2001)
4. Le Souffleur de feu (2004)

Songes, avec Terry Dodson, éditions Les Humanoïdes Associés
1. Coraline (2006)[3]
2. Célia (2012)[4]

Téo, avec Tatiana Domas, éditions Delcourt
1. Le Jardin de grand-mère (2000)
2. La Rivière empoisonnée (2001)

Le Voyage extraordinaire, avec Silvio Camboni, éditions Vents d'Ouest
1. Le Trophée Jules Verne 1/3 (2012)
2. Le Trophée Jules Verne 2/3 (2013)
3. Le Trophée Jules Verne 3/3 (2014)
4. Les Îles mystérieuses 1/3 (2016)
5. Les Îles mystérieuses 2/3 (2017)
6. Les Îles mystérieuses 3/3 (2018)
7. Vingt mille lieues sous les glaces 1/3 (2020)
8. Vingt mille lieues sous les glaces 2/3 (2021)
9. Vingt mille lieues sous les glaces 3/3 (2022)
10. Voyage au centre des terres 1/3 (2023)
11. Voyage au centre des terres 2/3 (2024)

One shots
- Sirènes d'Afrique, avec Camille Roman, éditions Le Cycliste (1998)
- Le Livre de Jack, avec Olivier Boiscommun,  éditions Les Humanoïdes associés (2000)[5]
- Le Livre de Sam, avec Olivier Boiscommun,  éditions Les Humanoïdes associés (2002)
- Contes et récits de Maître Spazi, avec Cécil,  éditions Les Humanoïdes associés (2004)
- Le Jardin autre monde, avec Sandrine Revel, éditions Delcourt (2006)
- Vampyres, album collectif, éditions Dupuis (2009)
- Gengis Khan (tome 6 de la série Ils ont fait l'Histoire), avec Manuel Garcia, éditions Glénat et Fayard (2014)
- Jacques Cartier - À la poursuite d'Hochelaga, avec Patrick Boutin-Gagné, éditions Glénat (2017)
- Mickey et l'Océan perdu, avec Silvio Camboni, éditions Glénat (2018)[6],[7].

## Prix
- 2001 : Alph-Art jeunesse 7-8 ans du festival d'Angoulême pour Un drôle d'ange gardien, t. 1 (avec Sandrine Revel)